# Krążowniki pancernopokładowe typu Eclipse
Krążowniki pancernopokładowe typu Eclipse – seria dziewięciu brytyjskich krążowników pancernopokładowych, zbudowanych dla Royal Navy pod koniec lat 90. XIX wieku. Stanowiły rozwinięcie projektu poprzedniego typu Astraea. Pełniły służbę w rejonach strategicznych dla ówczesnego imperium brytyjskiego: Wyspach Brytyjskich, na Morzu Śródziemnym, Morzu Czerwonym, w Indiach, Chinach, na Bermudach, w Ameryce Północnej, Afryce Wschodniej, Afryce Południowej i Australii. Wszystkie wzięły udział w I wojnie światowej, choć były już wówczas przestarzałe; żaden z nich nie został utracony. Po zakończeniu działań wojennych skreślono je z listy floty i sprzedano na złom.

## Projekt i budowa

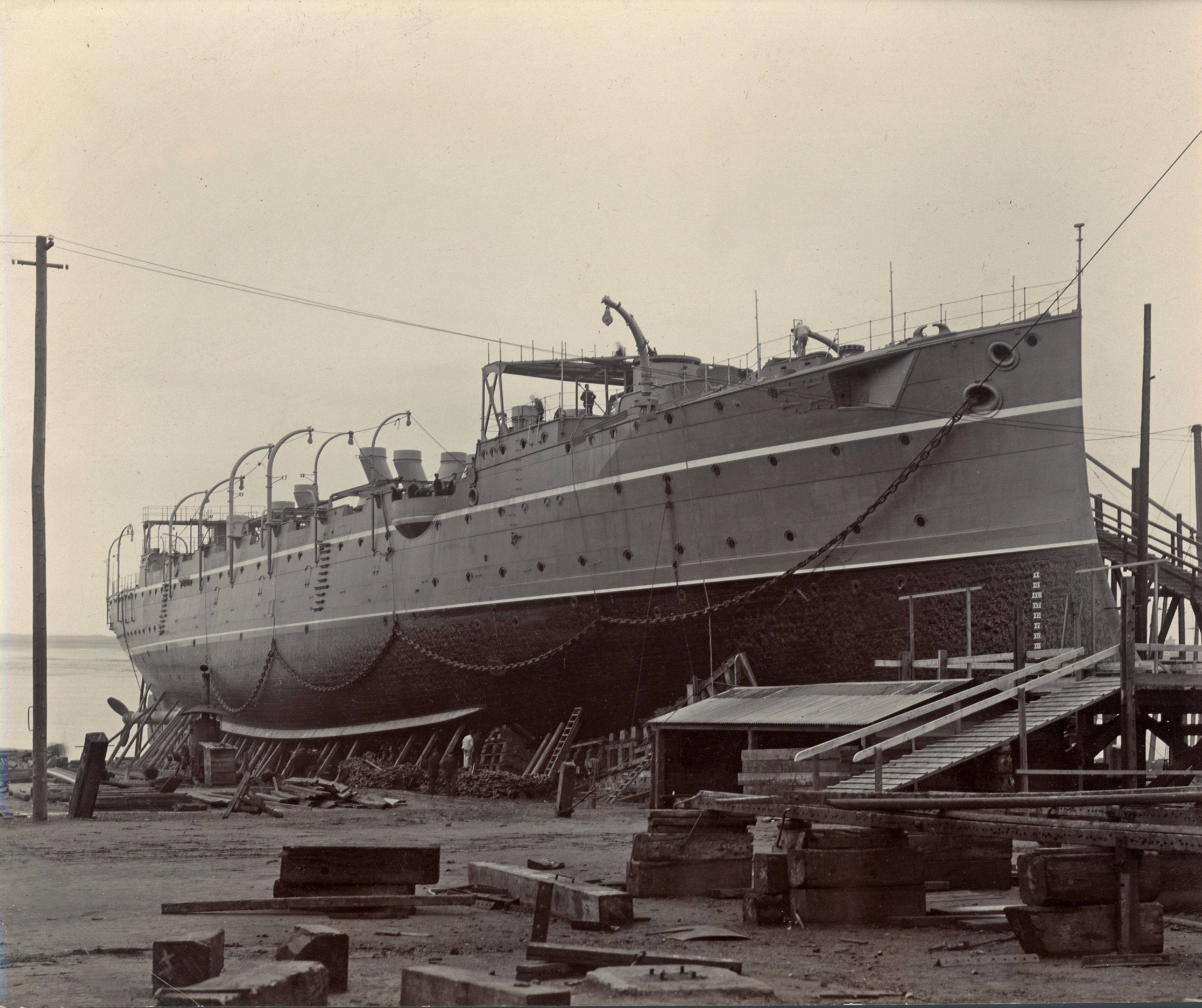
Jeden z krążowników typu Eclipse podczas budowy (ok. 1895 r.)

Zbudowane w latach 1893–1898 krążowniki, klasyfikowane do 1914 roku w brytyjskiej marynarce jako krążowniki II klasy, były następcami krążowników typu Astraea. Od nazwy pierwszego zamówionego okrętu HMS „Eclipse” były nazwane typem Eclipse (choć pierwszym okrętem, który wszedł do służby, był „Talbot”). Miały większe rozmiary i wyporność (o ponad 1200 ton), wyższą wolną burtę, pojemniejsze zasobnie węglowe (a przez to większy zasięg), silniejsze o trzy działa kal. 152 mm uzbrojenie główne oraz lepsze opancerzenie, przy zachowaniu podobnej do poprzedników prędkości.
Rozpoczęcie budowy dziewięciu krążowników typu Eclipse miało miejsce w latach 1893–1895. Zamówienia złożono w kilku stoczniach państwowych i prywatnych, które w różnym czasie uporały się z zadaniem i okręty weszły do służby w latach 1896–1898 (najkrócej trwała budowa „Talbota”, który wszedł do służby 2,5 roku po położeniu stępki; najdłużej trwały prace przy „Dido”, bo 3 lata i 8 miesięcy). Średni koszt budowy jednego okrętu wyniósł 261 000 £.
| Nazwa okrętu | Zdjęcie | Stocznia                                               | Początek budowy  | Wodowanie         | Wejście do służby |
| ------------ | ------- | ------------------------------------------------------ | ---------------- | ----------------- | ----------------- |
| „Eclipse”    |         | Portsmouth Dockyard                                    | 11 grudnia 1893  | 19 lipca 1894     | 23 marca 1897     |
| „Diana”      |         | Fairfield Shipbuilding and Engineering Company w Govan | 13 sierpnia 1894 | 5 grudnia 1895    | 15 czerwca 1897   |
| „Dido”       |         | London and Glasgow Shipbuilding Company w Glasgow      | 30 sierpnia 1894 | 20 marca 1896     | 10 maja 1898      |
| „Doris”      |         | Naval Construction & Armaments Co. w Barrow-in-Furness | 29 sierpnia 1894 | 3 marca 1896      | 18 listopada 1897 |
| „Isis”       | brak    | Fairfield Shipbuilding and Engineering Company w Govan | 30 stycznia 1895 | 27 czerwca 1896   | 10 maja 1898      |
| „Juno”       |         | Naval Construction & Armaments Co. w Barrow-in-Furness | 22 czerwca 1894  | 16 listopada 1895 | 16 czerwca 1897   |
| „Minerva”    |         | Chatham Dockyard                                       | 4 grudnia 1893   | 23 września 1895  | 4 lutego 1897     |
| „Talbot”     |         | Devonport Dockyard                                     | 5 marca 1894     | 25 kwietnia 1895  | 15 września 1896  |
| „Venus”      |         | Fairfield Shipbuilding and Engineering Company w Govan | 28 czerwca 1894  | 5 września 1895   | 9 listopada 1897  |

## Dane taktyczno–techniczne

### Charakterystyka ogólna
Okręty miały wyporność 5690 t (5600 długich ton) przy długości całkowitej 113,7 m (106,7 m między pionami), szerokości 16,3 m i zanurzeniu 6,25 m. Posiadały podwyższony pokład dziobowy, za którym znajdował się pomost bojowy; na śródokręciu nie miały ciągłej nadbudówki, jedynie w części rufowej znajdował się niewielki pomost nawigacyjny. Dziobnica miała formę taranową, lekko wysuniętą do przodu. Sylwetkę wyróżniały dwa wąskie, szeroko rozstawione i lekko pochylone do tyłu kominy oraz dwa także pochylone maszty palowe. Zasobnie węglowe umieszczono przy burtach, co stanowiło prowizoryczną osłonę przeciwtorpedową. Załoga pojedynczego okrętu liczyła od 393 do 470 oficerów i marynarzy.

### Urządzenia napędowe
Krążowniki były napędzane dwoma trzycylindrowymi pionowymi maszynami parowymi potrójnego rozprężania, z których każda poruszała jedną śrubę napędową. Parę dostarczało 8 opalanych węglem cylindrycznych kotłów. Maszyny osiągały moc łączną 8000 KM, co pozwalało na osiągnięcie prędkości maksymalnej 18,5 węzła (na próbach przy przeciążeniu maszyn osiągnięto prędkość powyżej 20 węzłów przy mocy ponad 9600 KM). Normalny zapas węgla wynosił 550 t, a maksymalnie okręty mogły zabrać 1075 ton.

### Uzbrojenie i opancerzenie

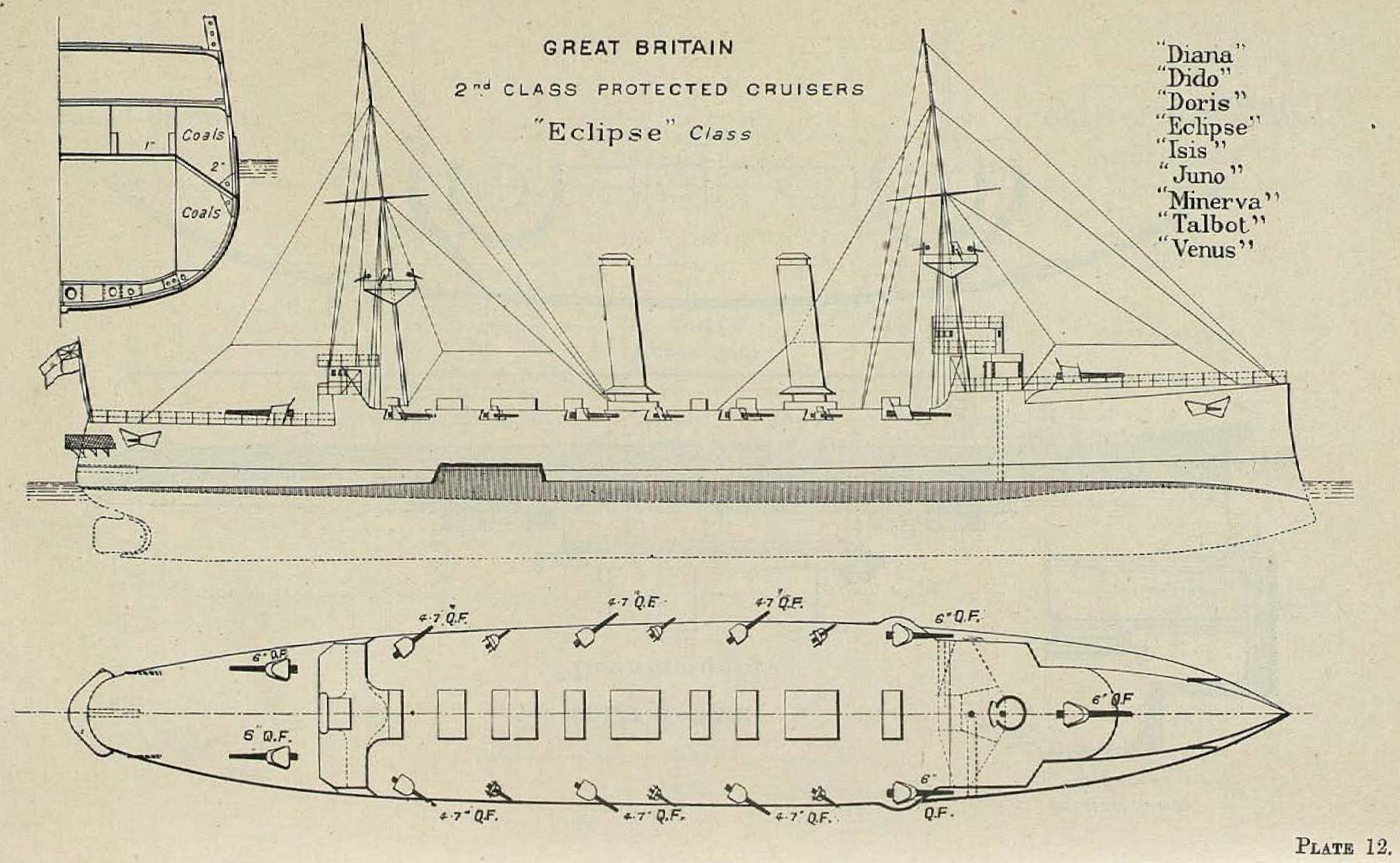
Schemat uzbrojenia krążowników typu Eclipse (na rzucie bocznym i przekroju zaznaczony wewnętrzny pokład pancerny ze skosami)

Krążowniki były uzbrojone początkowo w pięć pojedynczych, osłoniętych pancernymi maskami dział kal. 152 mm (6 cali) QF L/40 (jedno na podwyższonym pokładzie dziobowym, dwa obok siebie na pokładzie rufowym i dwa na stanowiskach burtowych na śródokręciu) i sześć pojedynczych, również osłoniętych pancernymi maskami dział kal. 120 mm (4,7 cala) QF L/40 na stanowiskach burtowych na śródokręciu. Uzbrojenie dopełniało osiem dział dwunastofuntowych (76 mm) QF L/40, jedno działo trzyfuntowe (47 mm) QF L/40, trzy wyrzutnie torped (dwie burtowe podwodne i jedna rufowa powyżej linii wodnej) kal. 450 mm (18 cali) oraz cztery karabiny maszynowe systemu Maxim 7,7 mm. Na pokładach kilku okrętów znajdował się też uzbrojony w 1 działo dwunastofuntowe kuter parowy.
Na początku XX wieku dokonano wymiany głównego uzbrojenia okrętów, zdejmując wszystkie armaty kal. 152 i 120 mm starego typu. Po tej modernizacji uzbrojenie przedstawiało się następująco: jedenaście dział kal. 152 mm BL Mk VII (lub Mk VIII) L/45, dziewięć dział dwunastofuntowych (76 mm) QF L/40, od jednego do siedmiu dział trzyfuntowych (47 mm) QF L/40, trzy wyrzutnie torped kal. 450 mm oraz cztery (lub pięć) karabiny maszynowe 7,7 mm. W trakcie I wojny światowej uzbrojenie ograniczono do dziewięciu dział kal. 152 mm, czterech dział 76 mm i jednego działa 47 mm, pozostawiając uzbrojenie torpedowe i lekką broń strzelecką bez zmian.
Wewnętrzny pokład pancerny, ze skosami przy burtach, miał grubość od 38 do 76 mm (1,5–3 cale), wieża dowodzenia miała ściany grubości do 152 mm, takiej samej grubości były też płyty chroniące maszynownię. Działa artylerii głównej były chronione osłonami o grubości 76 mm.

## Przebieg służby
HMS „Eclipse”
Stępkę okrętu położono w Portsmouth Dockyard 11 grudnia 1893 roku, wodowanie odbyło się 19 lipca 1894, a do służby wszedł 23 marca 1897 roku. Nazwę „Eclipse” otrzymał jako siódmy z kolei okręt w brytyjskiej marynarce wojennej. Koszt budowy okrętu wyniósł 279 345 £. Początkowo służył w Indiach i Chinach, po czym skierowany został do rezerwy, stacjonując w Portsmouth do 1906 roku. W latach 1907–12 krążownik służył w Szkole Oficerów Marynarki Wojennej w Osborne, a w latach 1912–14 wchodził w skład 3. Floty stacjonując w Portsmouth i Devonport. W momencie wybuchu I wojny światowej „Eclipse” wchodził w skład 12. Eskadry Krążowników (tzw. Force „G”). 10 sierpnia 1914 roku okręt zatrzymał i zdobył niemiecki statek handlowy, a 10 września jego łupem padł kolejny statek. Od 1916 roku, jako jednostka pomocnicza, krążownik pełnił rolę okrętu-bazy dla marynarzy okrętów podwodnych. Okręt wycofano ze służby na przełomie 1918 i 1919 roku, a następnie sprzedano go na złom w sierpniu 1921 roku.
HMS „Diana”
Stępkę okrętu położono w Fairfield Shipbuilding and Engineering Company w Govan 13 sierpnia 1894 roku, wodowanie odbyło się 5 grudnia 1895 roku, a do służby wszedł 15 czerwca 1897 roku. Nazwę „Diana” otrzymał jako ósmy z kolei okręt w brytyjskiej marynarce wojennej. Koszt budowy okrętu wyniósł 249 332 £. Na początku krążownik stacjonował w Australii, a w 1901 roku okręt przeniesiono na Morze Śródziemne, gdzie przebywał do 1913 roku, kiedy to włączono go do rezerwowej 3. Floty stacjonującej w Devonport. W momencie wybuchu I wojny światowej „Diana” wchodziła w skład 12. Eskadry Krążowników. 6 sierpnia 1914 roku okręt zatrzymał i zdobył niemiecki szkuner. Od lutego 1915 roku krążownik służył we Flocie Kanału, a od listopada 1915 do sierpnia 1917 roku stacjonował w Chinach. Następnie okręt operował na Morzu Czerwonym i w Indiach, gdzie zastał go koniec wojny. Krążownik wycofano ze służby w lipcu 1919 roku, a następnie sprzedano go na złom 1 lipca 1920 roku.
HMS „Dido”
Stępkę okrętu położono w London and Glasgow Shipbuilding Company w Glasgow 30 sierpnia 1894 roku, wodowanie odbyło się 20 marca 1896 roku, a do służby wszedł 10 maja 1898 roku. Nazwę „Dido” otrzymał jako piąty z kolei okręt w brytyjskiej marynarce wojennej. Koszt budowy okrętu wyniósł 252 278 £. Na początku służby krążownik stacjonował w Chinach. W grudniu 1901 roku okręt powrócił do metropolii, a na początku 1902 roku włączono go do Floty Rezerwowej jako jednostkę ratowniczą. Następnie, do 1907 roku, krążownik wchodził w skład Floty Kanału, a w latach 1907–1911 służył w 1. Eskadrze Okrętów Liniowych Home Fleet. Od sierpnia 1912 roku pełnił funkcję okrętu-bazy w 6. Flotylli Okrętów Podwodnych, a od początku 1914 roku w 3. Flotylli Okrętów Podwodnych, a od 1916 roku zmienił przynależność na 10. Flotyllę Niszczycieli, gdzie służył do końca wojny. Następnie okręt przebywał w składzie Floty Rezerwowej w Portsmouth do lutego 1926 roku; sprzedano go na złom 26 grudnia tego roku.
HMS „Doris”
Stępkę okrętu położono w Naval Construction & Armaments Co. w Barrow-in-Furness 29 sierpnia 1894 roku, wodowanie odbyło się 3 marca 1896 roku, a do służby wszedł 18 listopada 1897 roku. Nazwę „Doris” otrzymał jako piąty z kolei okręt w brytyjskiej marynarce wojennej. Koszt budowy okrętu wyniósł 254 029 £. Krążownik początkowo stacjonował w Afryce Południowej, gdzie uczestniczył w II wojnie burskiej. Po powrocie do metropolii służył we Flocie Kanału, następnie przebywał w rezerwie do 1909 roku, a po naprawach od 1910 roku służył w Home Fleet. W momencie wybuchu I wojny światowej „Doris” wchodziła w skład 11. Eskadry Krążowników. 5 sierpnia 1914 roku wspólnie z „Isis” okręt zatrzymał i zdobył niemiecki statek handlowy. Następnie krążownik przeniesiono na Morze Śródziemne, gdzie w grudniu 1914 roku zatopił turecki statek handlowy. W 1915 roku okręt wziął udział w nieudanej operacji opanowania Dardaneli. Od marca 1917 roku do listopada 1918 roku okręt stacjonował w Indiach, gdzie pełnił rolę hulku. Sprzedano go na złom 20 lutego 1919 roku w Bombaju.
HMS „Isis”
Stępkę okrętu położono w Fairfield Shipbuilding and Engineering Company w Govan 30 stycznia 1895 roku, wodowanie odbyło się 27 czerwca 1896 roku, a do służby wszedł 10 maja 1898 roku. Nazwę „Isis” otrzymał jako piąty z kolei okręt w brytyjskiej marynarce wojennej. Koszt budowy okrętu wyniósł 252 067 £. Na początku służby krążownik stacjonował w Chinach, w grudniu 1901 roku okręt powrócił do metropolii, a na początku 1902 roku włączono go do Floty Rezerwowej jako jednostkę ratowniczą. Następnie, w maju 1902 roku, krążownik był okrętem zaopatrzeniowym Royal Naval College w Dartmouth. Od 1907 roku krążownik stacjonował na Bermudach, a w latach 1909-1910 służył w 1. Eskadrze Okrętów Liniowych Home Fleet. W latach 1911–1914 okręt wchodził w skład 4. Eskadry Krążowników. W kwietniu 1914 roku krążownik zderzył się ze statkiem handlowym, który zatonął. W momencie wybuchu I wojny światowej „Isis” wchodziła w skład 11. Eskadry Krążowników. 5 sierpnia 1914 roku wspólnie z „Doris” okręt zatrzymał i zdobył niemiecki statek handlowy. W 1916 roku krążownik ponownie przeniesiono do Ameryki Północnej, gdzie operował z baz w Halifaksie i na Bermudach do końca wojny. W 1919 okręt powrócił do metropolii, stacjonując w Invergordon w Szkocji. Sprzedano go na złom 26 lutego 1920 roku.
HMS „Juno”
Stępkę okrętu położono w Naval Construction & Armaments Co. w Barrow-in-Furness 22 czerwca 1894 roku, wodowanie odbyło się 16 listopada 1895 roku, a do służby wszedł 16 czerwca 1897 roku. Nazwę „Juno” otrzymał jako piąty z kolei okręt w brytyjskiej marynarce wojennej. Koszt budowy krążownika wyniósł 254 097 £. W marcu 1901 roku okręt należał do eskorty królewskiego jachtu HMS „Ophir” z przyszłym królem Jerzym V i przyszłą królową Marią na pokładzie w rejsie dookoła świata. 16 sierpnia 1902 roku krążownik wziął udział rewii koronacyjnej Edwarda VII w Spithead, po czym został skierowany na Morze Śródziemne. Następnie, do 1909 roku, krążownik wchodził w skład Floty Kanału, a w latach 1909–1910 służył w 2. Eskadrze Okrętów Liniowych Home Fleet. W latach 1910–1912 okręt wchodził w skład 3. Floty, stacjonując w Portsmouth i Nore (estuarium Tamizy), a w 1912 roku zasilił 4. Flotę. Następnie służył w 7. Eskadrze Okrętów Liniowych. W momencie wybuchu I wojny światowej „Juno” wchodził w skład 11. Eskadry Krążowników (będąc okrętem flagowym kontradmirała Geoffreya Hornby’ego). Od lipca 1915 roku krążownik operował w Zatoce Perskiej (m.in. wziął udział w potyczce pod Buszehr), a koniec wojny zastał go w Indiach. Następnie okręt powrócił do metropolii, stacjonując w Nore. Sprzedano go na złom 26 lutego 1920 roku.
HMS „Minerva”
Stępkę krążownika położono w Chatham Dockyard 4 grudnia 1893 roku, a wodowanie odbyło się niemal dwa lata później – 23 września 1895 roku. Nazwę „Minerva” otrzymał jako szósty z kolei okręt w brytyjskiej marynarce wojennej. Do służby w Royal Navy krążownik wszedł 4 lutego 1897 roku. Koszt budowy okrętu wyniósł 244 046 £. Początkowo okręt wchodził w skład Floty Kanału. W 1902 roku krążownik wziął udział w testach, mających na celu porównanie kotłów cylindrycznych (w jakie była wyposażona „Minerva”) i nowych kotłów wodnorurkowych, które zamontowano na krążowniku HMS „Hyacinth”. W kolejnych latach okręt służył w basenie Morza Śródziemnego, uczestnicząc m.in. w niesieniu pomocy humanitarnej ofiarom trzęsienia ziemi w Mesynie w 1908 roku. Krążownik powrócił na Wyspy Brytyjskie w 1912 roku i wszedł w skład 3. Floty, stacjonując w Devonport. W latach 1913–14 okręt służył w 6. Flotylli Niszczycieli, stacjonując w Portsmouth. W momencie wybuchu I wojny światowej „Minerva” wchodziła w skład 11. Eskadry Krążowników. We wrześniu 1914 roku okręt przeniesiono do 5. Eskadry Krążowników i w tym samym miesiącu zatrzymał i zatopił nieopodal Przylądka Finisterre austro-węgierski statek handlowy „Bathori”. Na początku 1915 roku okręt wziął udział w obronie Kanału Sueskiego przed atakiem tureckiej 4. Armii pod dowództwem Dżemala Paszy. Następnie krążownik włączono w skład sił uczestniczących w nieudanej operacji opanowania Dardaneli. 16 kwietnia 1915 roku „Minerva” wraz z towarzyszącymi kontrtorpedowcami HMS „Jed”, „Kennet” i „Wear” przechwyciła turecki torpedowiec „Demirhisar”, który uciekając przed okrętami brytyjskimi wpadł na skały nieopodal wyspy Chios i uległ zniszczeniu. W 1916 roku okręt stacjonował w Chinach, a na początku roku 1917 operował na Morzu Czerwonym i Oceanie Indyjskim. W latach 1917–1919 krążownik służył w Afryce Wschodniej. Następnie okręt powrócił do metropolii, stacjonując w Queenstown, gdzie zakończył służbę w maju 1920 roku. Sprzedano go na złom 5 października 1920 roku.
HMS „Talbot”
Stępkę krążownika położono w Devonport Dockyard 5 marca 1894 roku, a wodowanie odbyło się ponad rok później – 25 kwietnia 1895 roku. Nazwę „Talbot” otrzymał jako piąty z kolei okręt w brytyjskiej marynarce wojennej. Do służby w Royal Navy krążownik wszedł 15 września 1896 roku. Koszt budowy okrętu wyniósł 273 856 £. Początkowo krążownik pełnił służbę na Bermudach, jednak po kilku latach powrócił do metropolii, kotwicząc w Devonport. W 1901 roku skierowany został do brytyjskiego wówczas Hongkongu. Podczas służby na Dalekim Wschodzie okręt był świadkiem bitwy pod Czemulpo 9 lutego 1904 roku, w wyniku której samozatopieniu uległy dwa rosyjskie okręty: krążownik pancernopokładowy „Wariag” oraz kanonierka „Koriejec”. Po powrocie na Wyspy Brytyjskie skierowany został do rezerwy, stacjonując w Nore; w 1906 roku został przeniesiony do Devonport. W latach 1907–1909 krążownik wchodził w skład Floty Kanału, a w okresie od 1909 do 1910 służył w 2. Eskadrze Okrętów Liniowych Home Fleet, stacjonując w latach 1911–1912 w bazie na wyspie Haulbowline w Zatoce Cork w Irlandii. W latach 1912–1913 okręt wchodził w skład 3. Floty. W 1913 roku przeniesiony został do 7. Flotylli Niszczycieli, jednak wkrótce powrócił do 3. Floty, stacjonując w Devonport do 1914 roku. W momencie wybuchu I wojny światowej „Talbot” wchodził w skład 12. Eskadry Krążowników. We wrześniu 1914 roku nieopodal półwyspu Lizard okręt zatrzymał i zdobył niemiecki statek handlowy. W kwietniu 1915 roku krążownik włączono w skład sił uczestniczących w nieudanej operacji opanowania Dardaneli, gdzie wspierał ogniem swoich dział oddziały ANZAC walczące na półwyspie Gallipoli (lądowanie na plaży „Y” 25 kwietnia 1915 roku, desant w zatoce Suvla 6 sierpnia 1915 roku). Między 1916 a połową 1917 roku okręt pełnił służbę w Afryce Wschodniej, stacjonując głównie w Zanzibarze. W czerwcu 1917 roku krążownik skierowano na wody Afryki Południowej. W listopadzie 1917 roku okręt ponownie trafił do Afryki Wschodniej, gdzie pełnił głównie służbę patrolową. W lipcu 1918 roku „Talbot” przeniesiony został po raz kolejny do Afryki Południowej. Po zakończeniu wojny w listopadzie 1918 roku okręt trafił do Afryki Wschodniej, a w 1919 roku służył na Morzu Śródziemnym, powracając do Devonport w listopadzie 1919 roku. Zakończył służbę w Queenstown w 1920 roku. Sprzedano go na złom 6 grudnia 1921 roku firmie Multiocular S. Bkg Co.
HMS „Venus”
Stępkę krążownika położono w Fairfield Shipbuilding and Engineering Company w Govan 28 czerwca 1894 roku, a wodowanie odbyło się ponad rok później – 5 września 1895 roku. Nazwę „Venus” otrzymał jako czwarty z kolei okręt w brytyjskiej marynarce wojennej. Do służby w Royal Navy krążownik wszedł 9 listopada 1897 roku. Koszt budowy okrętu wyniósł 249 938 £. Na początku XX wieku krążownik pełnił służbę na Morzu Śródziemnym (do 1908 roku), a przez następne 3 lata wchodził w skład Floty Atlantyckiej. W 1911 roku przeniesiony został do 7. Flotylli Niszczycieli, a następnie do 1. Flotylli Niszczycieli. W latach 1913–1914 okręt wchodził w skład 3. Floty, stacjonując początkowo w Pembroke Dock, a następnie w Portsmouth. W momencie wybuchu I wojny światowej „Venus” wchodziła w skład 11. Eskadry Krążowników. W październiku 1914 roku okręt zatrzymał i zdobył dwa niemieckie statki handlowe. W połowie 1915 roku krążownik trafił do Egiptu i na Morze Czerwone, a od początku 1916 roku do końca wojny pełnił służbę w Indiach i Chinach. W kwietniu 1919 roku okręt dotarł do Sheerness, gdzie zakończył służbę. Sprzedano go na złom 22 września 1921 roku firmie Cohen, a złomowanie odbyło się w jednej ze stoczni niemieckich.